# Ion Varta
Ion Varta (n. 8 decembrie 1958, Larga, Raionul Briceni) - istoric din Republica Moldova. A fost un deputat moldovean în Parlamentul Republicii Moldova, ales în Legislatura 2005-2009 pe listele Partidului Popular Creștin Democrat.
Fost membru al Comisiei pentru studierea și aprecierea regimului comunist totalitar din Republica Moldova.
Directorul Serviciul de Stat de Arhivă din Republica Moldova

## Activitate profesională
- 2009 – 2012 - Cercetător științific coordonator și șef de Direcție Istorie Modernă a Institutului de Istorie al Academiei de Științe a Republicii Moldova;
- 2005 - 2009 - Deputat în Parlamentul Republicii Moldova;
- 1999 - 2005 - Cercetător științific coordonator și șef de Direcție Istorie Modernă a Institutului de Istorie al Academiei de Științe a Republicii Moldova;
- 1998 - 1999 - Șef al Catedrei Istorie Universală și Relații Internaționale din cadrul Departamentului Istorie și Relații Internaționale a Universității Libere Internaționale din Republica Moldova;
- 1990 - 1998 - Cercetător științific inferior, superior și coordonator la Institutul de Istorie al Academiei de Științe a Republicii Moldova;
- 1982 - 1986 - Lector la Catedra de Istorie Universală a Facultății de Istorie a Institutului Pedagogic "I. Creangă ", or. Chișinău.
- Susținerea a câteva sute de comunicări în cadrul unor manifestări științifice (conferințe, simpozioane, seminare, mese rotunde, sesiuni de comunicări naționale și internaționale)
- Implicări în viața publică: emisiuni, dezbateri la diferite posturi de radio și televiziune.

## Studii universitare
Ion Varta a absolvit Facultatea de Istorie, Universitatea de Stat din Moldova în 1982 cu specialitatea istorie.

## Studii post-universitare
Doctorantura la Institutul de Slavistică și Balcanistică al Academiei de Științe a Federației Ruse, Moscova, 1986-1989

## Domenii de interes
- Interesul științific general: Istoria modernă a Basarabiei, Istoria modernă a Principatelor Române
- Interesul științific special: Istoria mișcării naționale a românilor basarabeni;
- Istoria relațiilor diplomatice româno-ruse;
- Istoria regimului totalitar comunist din RASSM și RSSM

## Publicații
Articole științifice - 156
- Monografii - 4
- Culegeri de documente - 7
- Manuale gimnaziale și liceale - 8
- Lucrări colective - 12
- Peste hotare - 45

## Activitate redacțională
- 1996-2003 - Membru al colegiului de redacție al Revistei de Istorie a Moldovei;
- 1991-1993 - Membru al colegiului de redacție al Revistei de Istorie· "Patrimoniu";
- 2009-2012 - Membru al colegiului de redacție al Revistei de Istorie ″Codrii Cosminului”(Suceava)·;
- 2009-2012 - Membru al colegiului de redacție al Revistei ″Arhiva Moldaviae″ (Iași)·;
- 2011-2012 - Membru al colegiului de redacție al Revistei ″Limba Română″
- 2011-2012 - Membru al colegiului de redacție al Revistei de Istorie a Moldovei;

## Pregătirea cadrelor științifice
6 doctoranzi, 3 din ei și-au susținut teza de doctor în istorie

## Stagii profesionale peste hotare
- 1994, 1996, 1998, 2000, 2001 - activ la Institutul de Istorie "N. Iorga", București;
- 1996 august-octombrie - activ la Universitatea din Bamberg, Germania;
- 1994 mai-iunie - activ la Centrul Național de Cercetări Științifice (CNRS) Paris, Franța;
- 2009 noiembrie-decembrie - activ la Centrul Național de Cercetări Științifice (CNRS) Paris, Franța;·

## Premii, recunoaștere
- În anul 2000, a primit a primit Premiul Eudoxiu de Hurmuzachi[2] (pentru anul 1998)[3] al Academiei Române, la sectiunea de premii II. Secția de științe istorice și arheologie pentru: 
  - Lucrarea: Revoluția de la 1848 în țările române. Documente inedite din arhivele rusești, autor Ion Varta (Republica Moldova)[4]
- Premiul pentru carte științifică la Salonul Internațional de Carte, Ediția a XII-a, Chișinău, 2003, pentru vol. de documente „Moldova și Țara Românească în timpul domniilor regulamentare, Chișinău, Cartdidact, 2002 ( împreună cu T. Varta);
- Salonul Național de Carte, Ediția a IX, Chișinău, 2000, Diploma „Pagini de istorie”, pentru vol. de documente "Revoluția de la 1848 în Țările Române. Documente inedite din arhivele rusești", Chișinău, Editura Arc, 1998;
- Premiile săptămânalului „Literatura și Arta”, 1997, 1998